# ローズ・ピアノ
ローズ・ピアノ（Rhodes Piano）は、電気式鍵盤楽器の一種（エレクトリックピアノ）である。フェンダー社のフェンダー・ローズが特に有名で、その名前はあたかもエレクトリックピアノの代名詞のように扱われることもある。
日本では70年代まで「ローデス・ピアノ」と表記されることが多かった。

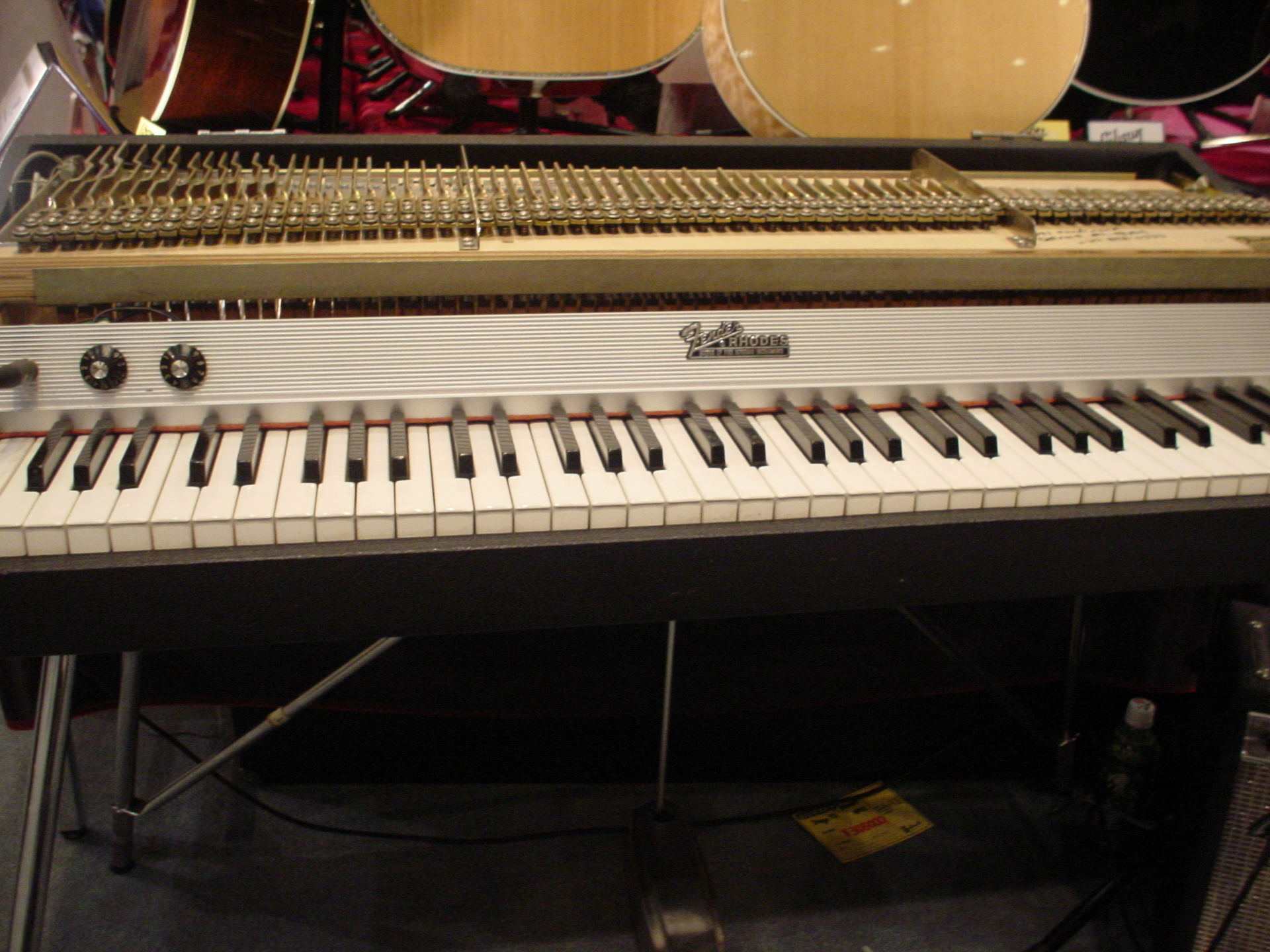
ローズ・ピアノ
(Fender Rhodes "Silvertop" 73 Stage Piano)

## 歴史
1940年代にハロルド・ローズ（Harold Rhodes）によって、前線の兵士たちを慰安する目的で発明された。最初期のものは、航空機のパーツを使って組み立てられた"Pre-Piano"というものであった。ハロルド・ローズはこれにマグネティックピックアップを取り付け、大音量を得られるように改良した。
1959年、楽器メーカーのフェンダー社と合弁事業を開始し、以降、1974年頃まで"Fender Rhodes"の名のもとで製品を生産・販売した。この時期の楽器は、ロゴに"Fender"の文字があることから「フェンダー・ローズ・エレクトリック・ピアノ」あるいは「フェンダー・ローズ（ローデス）」と呼ばれる。フェンダーによって生産が開始された1960年当初、筐体はクリーム色で、天板は有名なフィエスタ・レッド（朱色）をはじめとする各種のカラー・バリエーションがあり、1963年以降にはセレステやピアノといった新規モデルも追加された。
1960年代には製造が開始されているが、まだ生産数が少なかったことや非常に重量があったこと、ピアノの代用品としてはあまりにもかけ離れた音であったことにより、広くは使われなかった。有名な使用としては、ドアーズのレイ・マンザレクが低音域32鍵のバージョン「ピアノ・ベース」でベースラインを弾いていた例や、ビリー・プレストンがビートルズのアルバム『レット・イット・ビー』で初期型（Silver Top: 天板が銀）のスーツケース・ピアノを演奏していた例などが挙げられる。
しかし1970年代中盤になってから、それまで多く使われていたRMIエレクトラピアノやウーリッツァーピアノなどに代わり、ロックやジャズで広く使用されるようになった（使用例を参照）。1973年、「ローズ」のブランドはフェンダーから独立して、88鍵モデルが正常化する。1975年頃、ブランド名が"Rhodes"に変更され、ロゴマークから"Fender"の文字が消えたため、以降のモデルは「ローズ・エレクトリック･ピアノ」あるいは「ローズ・ピアノ」と呼ばれる。
1980年代中盤にヤマハからDX7が発売され、ローズ・ピアノを模したクリスタルのようなエレクトリックピアノのトーンが人気を博すまでは、クロスオーバーバンドでの必需品ともなった。電子キーボードが主流となったあとも、スムーズ・ジャズを初め幾つかのジャンルで使用されることがある。
現在でもローズ・ピアノの音を求める演奏家は多く、ビンテージのローズ・ピアノを買い求める人は多い。全盛期の生産数は多かったので、プレミア価値は他の楽器と比べて低いが、1台ごとの性格の違いが大きいため注意が必要である。多くの電子ピアノやシンセサイザーにローズ・ピアノのサンプリング音が内蔵されているほか、サンプリング・ライブラリーも多数販売されている。2006年にローズ・ブランドでの新型エレクトリックピアノ「ローズ Mark 7」が発表された。

## 原理

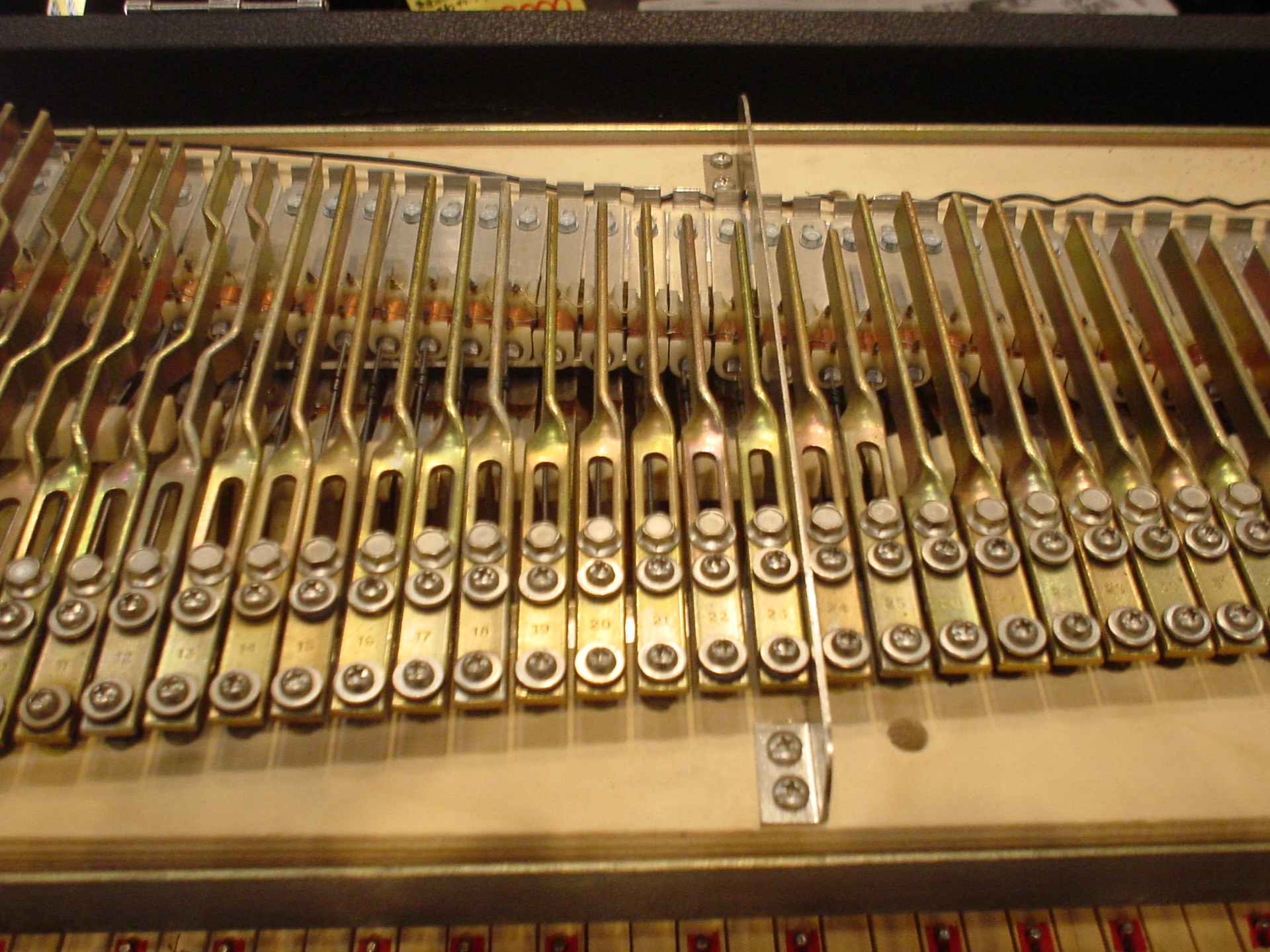
ローズ・ピアノの内部

h字型の非対称な金属製音叉の一方の枝をハンマーで叩き、近傍の電磁ピックアップで電気信号に変換する方式をとっている。ハンマーで叩く側の枝は「トーンジェネレータ」と呼ばれ、片持ち梁状（L字型）で先端は金属棒となっている。他方の枝は「トーンバー」と呼ばれる捻った形状の金属板で、トーンジェネレータの振動に共鳴振動する。
非対称な2つの枝により、鋭い打撃音と長く伸びる減衰音から成る独特の音色が発音される。生の音は、正弦波に近く特徴的で澄んだ、なおかつアタックの強い音を発生させるが、ピアノに内蔵のトーンコントロールの調整や、アンプをオーバードライブ気味に歪ませたときの、低音のうなるような力強い音は独特な印象を与える。
初期には太い音が好まれていたが、1970年代後半からは金属的なアタックを強調した、透明感のある音が好まれるようになった（「ダイノ・マイ・ピアノ」という改造モデルがそのサウンドの元祖であった。しかし、このサウンドはDX7など後発の音源方式で再現されやすくなり、ローズ・ピアノが駆逐される原因ともなった）。

## 機種
- Army Air Corp Piano (1942-1945)
- Rhodes Pre-Piano (1946-?)
- Fender Rhodes (Pre-CBS, 1960-1965) - [モデル] Piano Bass (1960), Celeste (1963), Piano 61 (1964), Piano 73 (1965)
- Student Pianos (1965-1973) - [モデル] KBS 7024、KMC I
- Fender Rhodes (Silver Top, 1965-1969) - [モデル] Piano 73, Piano 88, Piano Bass, Celeste (37鍵/49鍵)
- Fender Rhodes Mark I (1969-1975) - [モデル] Stage 73, Stage 88, Suitcase 73 (1970), Suitcase 88 (1972), Piano Bass
- Rhodes Mark I (1975-1979) - [モデル] 同上
- Rhodes Mark II (1979-1983) - モデル変更: Piano Bassが消え、54 (54鍵)が追加
- Rhodes Mark III EK-10 (1980) - [モデル] Stage 73
- Rhodes Mark IV (1983) - 1台のみ試作 (電子音源式88鍵)
- Rhodes Electronic Piano Model 3363 (1983) - ARP Electronic Piano
- Rhodes Mark V  (1984) - [モデル] Stage 73
- Roland Rhodes   (Post-CBS, 1987-1997) - [モデル] MK60, MK80 (デジタル・ピアノ), VK1000 (ドローバー・オルガン), 660, 770 (Roland U-20系サンプル音源)
- Rhodes Mark 7  (2007-) - [モデル] Sシリーズ 61/73/88、Aシリーズ 61/73/88、AMシリーズ 61/73/88

幾つかの機種が存在するが、日本では以下の2機種の知名度が高い。
ローズ・スーツケース・ピアノ
キーボード部分とアンプ／スピーカー部分が1セットになった機種。運搬を考慮して、スーツケース型のトランクに収納する仕様になっている。出力80Wのアンプで4個のスピーカーを鳴らすため、必ずしも別売のアンプ／PAを必要としない。また、このアンプとスピーカーによって得られる音質が独特であるとされている。73鍵式と88鍵式があり、どちらもサステイン・ペダルとトーンコントロールが付いている。
ローズ・マーク1・ステージ・ピアノ
上記のスーツケース型から、アンプとスピーカー部分を省略したタイプ。そのためスーツケース型より安価であるが、単体では音を出すことができず、PAもしくは別売のアンプを用意する必要がある。こちらも73鍵式と88鍵式がある。

## 使用例
ローズ・ピアノの初期の使用でよく知られているのは、ビートルズの最後のライブに相当するルーフトップ・コンサートである。ドアーズはそれ以前から既にローズ・ピアノの低音部を抜き出した音源を作成しており、ローズ・ピアノの普及に貢献している。

### ジャズ
ローズ・ピアノを初めてジャズに導入したのはジョー・ザヴィヌルとされる。マイルス・デイヴィスがローズ・ピアノに注目し、自らのバンド・メンバーだったザヴィヌルにローズ・ピアノを演奏させ、それ以降のエレクトリックサウンドにもローズ・ピアノを使い続けた。チック・コリアが初めてデイヴィスのセッションに呼ばれた際、現場には見慣れたピアノがなく、デイヴィスが音色を気に入って取り寄せた当時まだ珍しかったローズ・ピアノとRMIピアノが置かれていた。コリアは最初「こんなオモチャを弾くのか？」と否定的であったという。しかし、いざ弾き始めてみるとその独特な音色に驚き、イマジネーションが一気に膨らんだそうである。
ローズ・ピアノの音色はその後、コリアのシグネチャートーンになった。エレクトリック初期のステージではほとんど使われていないが、徐々にステージにも置かれるようになっていった。またアレンジャーのギル・エヴァンスも愛用していた。

### ソウル
- スティーヴィー・ワンダーは1970年代、クラビネットと並ぶメインの楽器としてローズ・ピアノを弾いた。
- ダニー・ハサウェイは主にウーリッツァーピアノを使ったが、『ヴァルデス・イン・ザ・カントリー』などで見事なプレイを披露している。
- レイ・チャールズもローズ・ピアノとウーリッツァーピアノの両方を使用した。

### フュージョン
- 主に70年代から80年代前半にかけ、当時隆盛を誇っていたフュージョン系の音楽では、ハービー・ハンコック、チック・コリア、ジョー・ザヴィヌル、ジョー・サンプルなど多くのキーボーディストにより使用されていた。日本でも、当時はカシオペアの向谷実、ザ・スクェアやプリズムの久米大作、ザ・スクェアの和泉宏隆、ネイティブ・サンの本田竹広、ザ・プレイヤーズの鈴木宏昌など沢山のキーボーディストが愛用していた。
- ジェフ・ベックとヤン・ハマー・グループによるアルバム『ライヴ・ワイアー』で全体的に使用されている。
- 深町純の作品で数多く使用されている。代表的な楽曲は、アルバム『プロ・ユース・シリーズ 深町純』に収録された『バンブー・ボング』などである。
- スタッフなどのバンドで、リチャード・ティーは以後流行となる金属的な音で印象に残る演奏を残している。
- 松本圭司や塩谷哲も使用している。

### ロック
- ジョン・ポール・ジョーンズが、レッド・ツェッペリンのアルバム『聖なる館』に収録された「ノー・クォーター」のライブ演奏で使用した。彼はエフェクトにはマエストロのフェイザーを使用した。なお彼はスタジオでは、アップライトタイプでローズ・ピアノとウーリッツァーピアノの中間のような音色を持ったホーナー・エレクトラピアノにEMS VCS3のフィルター回路でエフェクトを加えて演奏した[注釈 5]。
- スティクスの『ベイブ』で冒頭部から使用されている。
- PFMのアルバム『ジェット・ラグ』などで全体的に使用されている。
- パトリック・モラーツはイエスのアルバム『リレイヤー』で使用した。特に収録曲「サウンド・チェイサー」での演奏は凄まじい。
- ハットフィールド・アンド・ザ・ノースやナショナル・ヘルスでキーボードをつとめたデイヴ・スチュワートは、ファズ・オルガンと併用でフェンダー・ローズを多用している。特に、ハットフィールズからビル・ブルーフォードのファースト・アルバム『フィールズ・グッド・トゥ・ミー』（1977年）にかけては、オルガンよりもフェンダー・ローズの使用頻度が徐々に高くなっていった。ただし、ソロにおいてはオルガンにその座を譲ることが多かった。ブルーフォードのセカンド・アルバム以降はヤマハのCP80にその座を取って代わられ、その後は使用されていない。
- ビリー・ジョエルの『素顔のままで』では、エフェクターのストーンフェイザーをかけたローズ・ピアノの音が圧倒的な印象を与え、プロデューサーのフィル・ラモーンの手腕とされる。

### 日本
日本では、2009年9月から山野楽器が総代理店としてMark 7の販売を開始した。輸入1号機の所有者は山下達郎であった。彼のライブ「山下達郎パフォーマンス2010」で披露された『潮騒』の中で、そのエピソードが語られた。
全国高等学校野球選手権大会の「NHK学校紹介用BGM」、選抜高等学校野球大会の「入場行進曲」の演奏に当楽器が長らく使用されていた。2021年度は編成の都合でラジオはNHK-FMの放送になったため、試合間繋ぎに半音低いイ長調のヴァージョンのインストゥルメンタルが用いられた。